# Рулонные ворота

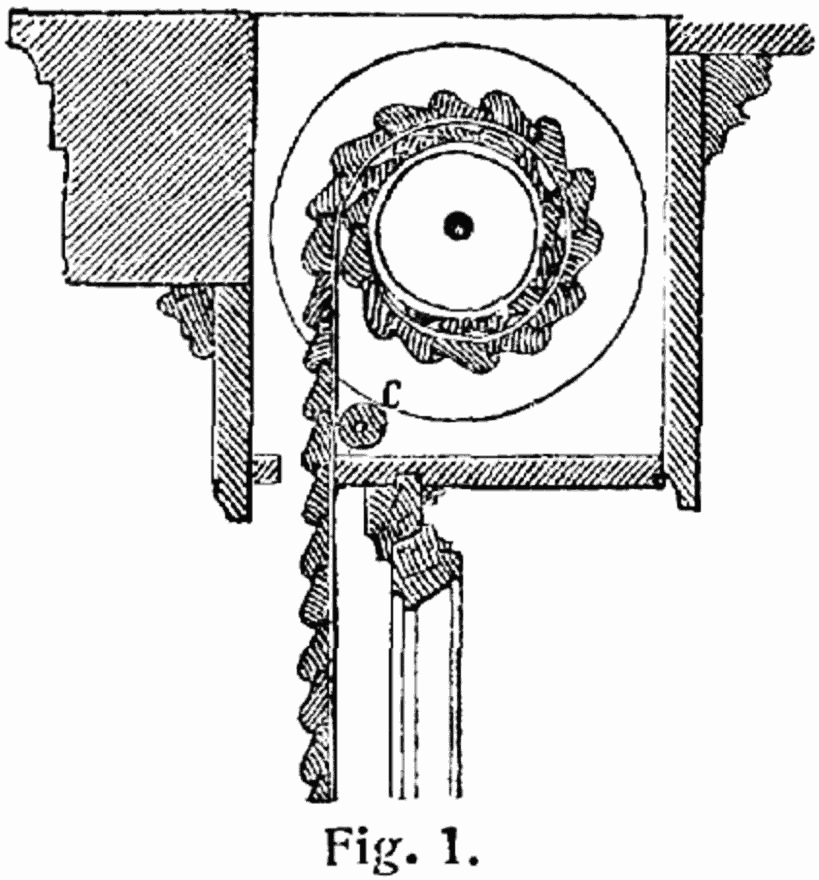

Рулонные ворота — это ворота, сворачивающиеся в рулон. Основное назначение рулонных ворот — защита воротных и дверных проёмов от несанкционированного проникновения внутрь помещения. По сути это разновидность жалюзи — рольставней.
Рулонные ворота состоят из ламелей (основной составляющей рулонных ворот), которые сворачиваясь в рулон наматываются на вал, расположенный в защитном коробе. Своему названию рулонные ворота обязаны особенности работы — сворачиванию ламелей в рулон.

## Особенности рулонных ворот
Рулонные ворота — это подвижное полотно, которое при открывании наматывается на вал в виде рулона. Сам вал помещен в специальный защитный короб. Существует два вида монтажа рулонных ворот — снаружи или внутри помещения. Внутренний монтаж обеспечивает полную безопасность, так как исключает доступ к воротам снаружи. Автоматические рулонные ворота часто используются в гаражах, торговых павильонах, на складах, для защиты витрин.

## Преимущества рулонных ворот
Рулонные ворота хорошо защищают помещение от посторонних глаз, солнечного света и внешних факторов — осадков, ветра. Позволяют экономить площадь, так как не требуют дополнительного пространства для открытия — полотно поднимаются вверх. Обладают невысокой стоимостью и, при соблюдении правил эксплуатации, высокой долговечностью.
Одним из главных достоинств рулонных ворот признана их рентабельность, обеспечиваемая несложной конструкцией, минимумом элементов и легкой установкой. Монтаж руллонных ворот часто производится самостоятельно, без привлечения специализированных монтажных бригад.

## Недостатки рулонных ворот
К недостаткам рулонных ворот можно отнести достаточно слабую теплоизоляцию помещения. Даже в случае установки рулонных ворот с пенозаполненными ламелями их теплоизоляционные свойства будут значительно ниже чем у секционных ворот.
Следует отметить и слабую устойчивость ко взлому стандартных рулонных ворот с пустыми или пенозаполненными алюминиевыми ламелями. Надежную защиту могут гарантировать только стальные руллоные ворота, цена которых будет значительно выше, чем алюминиевых рулонных ворот.
При встроенном монтаже ворот ширина проема уменьшается примерно на 5 см (ширина направляющих), а высота проезда станет меньше на величину короба, размер которого зависит от размеров полотна и конструктивных особенностей производителя - в среднем это 25-30 см.

## Декорирование рулонных ворот
Рулонные ворота могут быть окрашены в различные цвета, однако стандартными для большинства производителей являются цвета: белый (RAL 9003/RAL 9016), коричневый (RAL 8014) и серый (RAL 7038).

## Управление рулонными воротами
Как правило, рулонные ворота оснащаются электроприводом. Возможно дистанционное управление рулонными воротами с помощью специального дистанционного пульта управления.